# Тавланти
Тавлантите (на старогръцки: Ταυλάντιοι; на латински: Taulanti; на албански: Taulantët) са илирийско племе в Северен Античен Епир. Те са населявали брега на Адриатическо море между река Вьоса на юг и дорийската колония Епидамнос (Драч) на север.
Таулант (Тавлас) (Tαύλας, Ταυλαντά, Taulas), един от шестте сина на Илирий, дава името на древния народ Тавланти.
През 4 и 3 век пр.н.е. те са водещо илирийско племе. През 335 пр.н.е. тавлантиецът Главкия образува по-голямо царство. През края на 4 век и началото на 3 век пр.н.е. тяхното царство е заплашено от Епир. Епирският цар Пир им взема територията южно от Шкумбини.